# Naissance en 1411
Naissance
- 1407
- 1408
- 1409
- 1410
- 1411
- 1412
- 1413
- 1414
- 1415

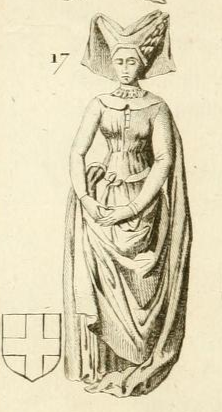
Marie de Savoie, née en 1411.

Cette page dresse une liste de personnalités nées au cours de l'année 1411 :
- février : Ibn Taghribirdi, ou Abū al-Maḥāsin Jamāl ad-Dīn Yūsuf bin at-Taġrībirdī, historien arabe d'Égypte.
- août : Guillaume Rollin, aristocrate bourguignon, puis français, chambellan du roi Louis XI.
- 21 septembre : Richard d'York, ou Richard Plantagenêt, comte de Rutland, de March, d'Ulster et de Cambridge, puis 3e duc d'York.

- Mohammed VIII al-Mutamassik, ou Abû `Abd Allâh al-Mutamassik Mohammed VIII ben Yûsuf, quatorzième émir nasride de Grenade.
- Isabelle de Bretagne, comtesse consort de Laval, baronne consort de Vitré et vicomtesse consort de Rennes.
- Henri II de Brunswick, dit le paisible, duc de Brunswick-Lunebourg, prince de Lunebourg puis prince de Wolfenbüttel.
- Marguerite de Cilley, princesse slovène issue de la maison de Cilley ou Celje qui gouverne comme douairière la moitié de Głogów et de Ścinawa dans le duché de Silésie.
- Juan de Mena, poète espagnol et chroniqueur royal.
- Marie de Savoie, duchesse de Milan, fille d'Amédée VIII de Savoie.
- Jaume Baçó Escrivà, connu sous le nom de Jacomart, peintre de compositions religieuses.
- Antonio Federighi, architecte et sculpteur siennois du Quattrocento.
- Jean Le Jeune, cardinal français.
- Saitō Myōchin, daimyo et moine de l'époque Sengoku.

## Crédit d'auteurs
- Cet article est partiellement ou en totalité issu de l'article intitulé « 1411 » (voir la liste des auteurs).